# Lucius Naevius Aquilinus
Lucius Naevius Aquilinus war ein römischer Politiker und Senator.
Aquilinus stammte möglicherweise aus Italien oder Africa. Er war clarissimus vir (hatte also senatorischen Rang) und Patron von Thubursicum Bure, eine Stadt in Africa. Im Jahr 249 wurde Aquilinus ordentlicher Konsul. Wahrscheinlich unter Kaiser Gallienus war Aquilinus dann Prokonsul in der Provinz Africa. 
Aquilinus hatte wohl zwei Söhne. Naevius Balbinus Aquilinus, der in einer Inschrift als legatus Karthaginis seines Vaters, des Prokonsuls genannt wird, und Lucius Naevius Flavius Iulianus Tertullus Aquilinus.